# Maira splendida
Maira splendida là một loài ruồi trong họ Asilidae. Maira splendida được Guérin-Méneville miêu tả năm 1831.